# Вільне (Великодимерська селищна громада)
Ві́льне — село в Україні, у Великодимерській селищній громаді Броварського району Київської області. Населення складає 146 осіб (2002).

## Географія
Село Вільне розташоване за 56 км від обласного центру та 32 км від районного центру, між селами Захарівкою та Тарасівкою. 

## Історія
Назва села походить від урочища Вільне, яке засноване на землях, що належали козацькій сотні, куди у 1922 році переселилися вихідці з села Гоголів. Найпоширенішими родовими прізвищами є Бориспільці та Приходьки. Дочка одного з перших поселенців Юхима Приходька стала відомою українською поетесою - Надія Юхимівна Приходько. Існує як окремий населений пункт із присвоєнням власної назви з 1922 року.
Станом на 2002 рік в селі налічувалось 62 подвір'їв, 147 жителів та понад 500 дачних будинків, підпорядкованих садівничому товариству «Тарасівське».